# Lydia Thompson
Lydia Thompson  (Eliza Hodges Thompson) ( 19 februarie, 1838, Londra – 17 noiembrie, 1908  a fost o actriță de comedie din Anglia.
La vârsta de 14 ani, Lydia Thompson a intrat în corpul de balet al Her Majesty’s Theatre din Westminster. Primul rol care a atras atenția criticilor a fost cel al personajului “Little Silverhair” din pantomima Harlequin. S-a angajat apoi la Haymarket Theatre unde a apărut ca dansatoare solistă în piesa “Călătoria Dlui Buckstone's în jurul lumii” În continuare s-a angajat la  St James's Theatre din Londra.
În 1855 a făcut un turneu prin Europa apărând pe scenă în Rusia, Germania, Austria, Franța și țările scandinave.  Din 1868 până în 1874 a făcut un turneu în Statele Unite ale Americii.  S-a întors cu compania ei în Regatul Unit în și a jucat atât la Londra cât și în provincie. S-a întors însă periodic în America unde continuase să aibă succes. 
Lydia Thompson și-a făcut ultima apariție pe scenă în 1904 